# Cytowiański Park Regionalny
Cytowiański Park Regionalny (lit. Tytuvėnų regioninis parkas) - park regionalny na Litwie, położony we wschodniej Żmudzi, w okolicy Szydłowa i Cytowian. Utworzony został w 1992 r. i obejmuje powierzchnię 18 159 ha.